# Договор девяти держав
Договор девяти держав (англ. Nine-Power Treaty, яп. 九カ国条約 Кю: какоку дзё: яку) — одно из соглашений, подписанных во время Вашингтонской конференции 1921—1922 годов. Договор касался обеспечения гарантий территориальной целостности Китая, уважения его суверенитета, а также провозглашал принцип «открытых дверей и равных возможностей» по отношению к Китаю в области торговой и предпринимательской деятельности и обязывал не прибегать к использованию внутренней обстановки в Китае с целью получения специальных прав и привилегий, которые могут нанести ущерб правам и интересам иных государств—участников договора.

## Предыстория
Ещё в сентябре — ноябре 1899 года государственный секретарь США Джон Хэй, опасаясь, что дело движется к разделу Китая между европейскими державами и Японией, разослал дипломатические ноты, в которых призывал другие державы подтвердить приверженность политике «открытых дверей» в их сферах влияния в Китае. Хотя формальных подтверждений не последовало, Хэй заявил, что державы в принципе поддержали идею, и соглашения, заключаемые после 1900 года, ссылались на принцип «открытых дверей».
Соединённые Штаты были обеспокоены усилением японских позиций в Китае после русско-японской войны, и, особенно, после выдвижения Японией «Двадцати одного требования», поэтому в 1917 году было подписано соглашение Лансинга — Исии.

## Подписание договора
Во время Вашингтонской конференции США поставили вопрос о «политике открытых дверей» в качестве общепринятого международного принципа, и все участники подписали предложенный договор. Однако договор не предусматривал никаких механизмов проведения его положений в жизнь, и возможно поэтому Японская империя в 1931 году почти безнаказанно вторглась в Маньчжурию и создала марионеточное государство Маньчжоу-го. В 1937 году была созвана Брюссельская конференция, но и она на политику Японии практически не повлияла.
Договор де-факто прекратил действие с началом Второй мировой войны.